# Labarum
Labarum je rimska vojna zastava u obliku kristograma, koji se sastoji od prva dva slova grčkog pisma u riječi Krist (grč. Χριστός ili ΧΡΙΣΤΟΣ), slova hi - (χ) i ro - (ρ). Prvi put ga je upotrijebio rimski car Konstantin I., nakon čega je postao čest simbol Rimskog Carstva.
Slovo ro - (ρ) se često prikazuje tako da podsjeća na pastirski štap, a slovo hi - (χ) da podsjeća na križ, predstavljajući Isusa Krista kao "dobrog pastira svoje pastve, kršćanske Crkve".
Tijekom svog putovanja u Vječni Grad, Konstantin je doživio mistično iskustvo nakon kojega se je otvoreno opredjelio za kršćansku vjeru. Po Laktanciju, čiji je spis "O smrti progonitelja" nastao oko 317. godine, Konstantinu je u snu, u noći koja je prethodila bitci kod Milvijskog mosta ispred Rima, naloženo da na štitove svojih vojnika stavi slovo hi - (χ) s vertikalnom crtom zakrivljenom pri vrhu tako da formira kristogram. Prema Konstantinovu životopiscu biskupu Euzebiju iz Cezareje, koji je čitav carev životopis sastavio nakon 337. godine, car mu je osobno, pod prisegom nekoliko godina kasnije ispričao čitav događaj; po Euzebijevoj priči u Viti Constantini, car se je molio Bogu, kojega je štovao i njegov otac. Sutradan na nebu, iznad sunca, Konstantin i njegova vojska su ugledali svjetlosni križ s grčkim natpisom: "Ἐν Τούτῳ Νίκα" (lat. In hoc signo vinces) ili hrv.: "U ovom ćeš znaku pobijediti". Car nije bio siguran u značenje te vizije dok u snu nije vidio i sama Krista, koji mu je preporučio da napravi vojnu zastavu u obliku znaka viđena na nebu te ga istakne u bitci. Sljededećega jutra Konstantin je zapovijedio da se izradi vojni stijeg (labarum) s vijencem na vrhu, u kojem su se nalazila spojena grčka slova Hi - (χ) i Ro - (ρ), u obliku kristograma. Nedugo nakon bitke u kojoj je pobijedio, car je odlučio slijediti Boga koji mu se je ukazao.
| Portal:Kršćanstvo | Portal: Kršćanstvo |